# Éliane Girard
Pour les articles homonymes, voir Girard.
Éliane Girard est une écrivaine française, née le 25 novembre 1955, réalisatrice à France Inter et critique littéraire pour un magazine féminin.